# 福克納海崖
86°12′S 156°0′W / 86.200°S 156.000°W
福克納海崖是南極洲的懸崖，位於毛德王后山脈，是尼爾森高原的東部邊緣，長56公里，海拔高度超過3,000米，在1934年12月由美國探險隊發現。